# ورزشگاه یووا بهراتی کریرانگان
ورزشگاه یووا بهراتی کریرانگان (به بنگالی: যুবভারতী ক্রীড়াঙ্গন, Yuva Bharati Krirangan یا ورزشگاه جوانان هند) بیش تر به عنوان ورزشگاه سالت لیک شناخته می‌شود، یک ورزشگاه چند کاره در بیدانگر، کلکته، بنگال غربی، هند است.

## اطلاعات
این ورزشگاه برای مسابقات فوتبال و دو و میدانی استفاده می‌شود. ساخت ورزشگاه در سال ۱۹۸۴ به پایان رسید و گنجایش ۸۵،۰۰۰ هزار نفر را دارا است.

ورزشگاه کم و بیش در ۱۰ کیلومتری شرق کلکته، در مرکز شهر واقع شده است و شکل ورزشگاه بیضی است. سقف ورزشگاه از لوله‌های فلزی و ورق آلومینیوم و بتن ساخته شده است. دو تابلوی نتایج الکترونیکی و اتاقهای کنترل در ورزشگاه تعبیه شده است. روشنایی یکنواخت در ورزشگاه برای سادگی در برگزاری مسابقات ورزشی در شب قرار دارد.
ورزشگاه با مساحت ۷۶٫۴۰ هکتار (۳۰۹،۲۰۰ متر۲). در ژانویه ۱۹۸۴ گشایش یافت.

## فوتبال
فوتبال ورزش اصلی در این ورزشگاه است.

ورزشگاه سالت لیک میزبان بازی‌های خانگی از باشگاه‌های محلی موهان باگان، بنگال شرقی، و محمدان، سه تا از باشگاه‌های بزرگ فوتبال در هند است.

## نگارخانه

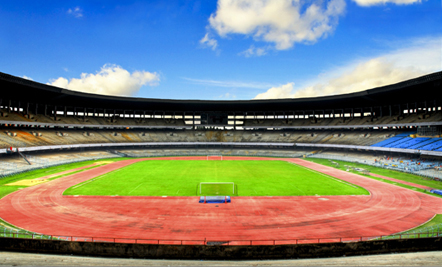
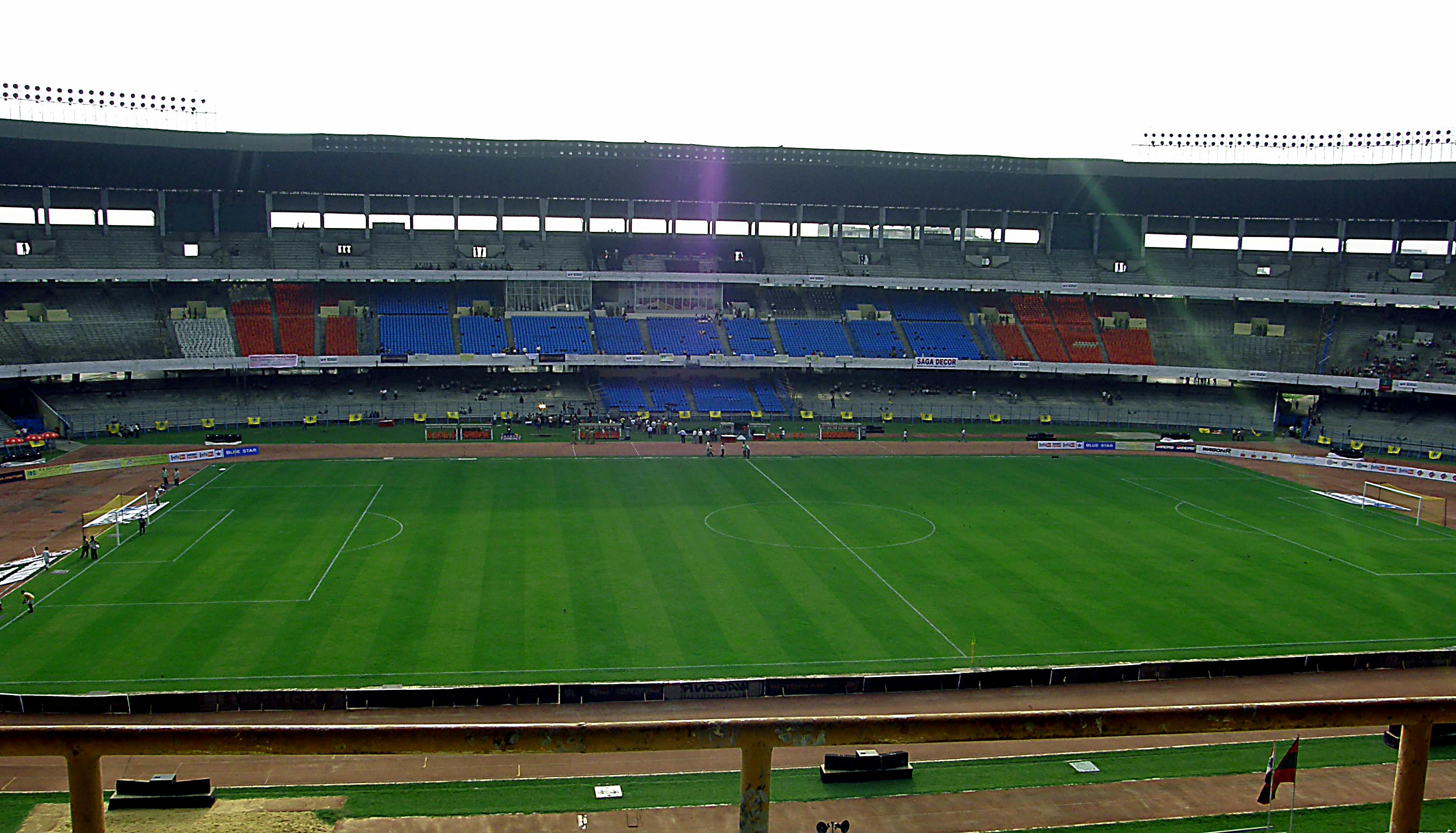
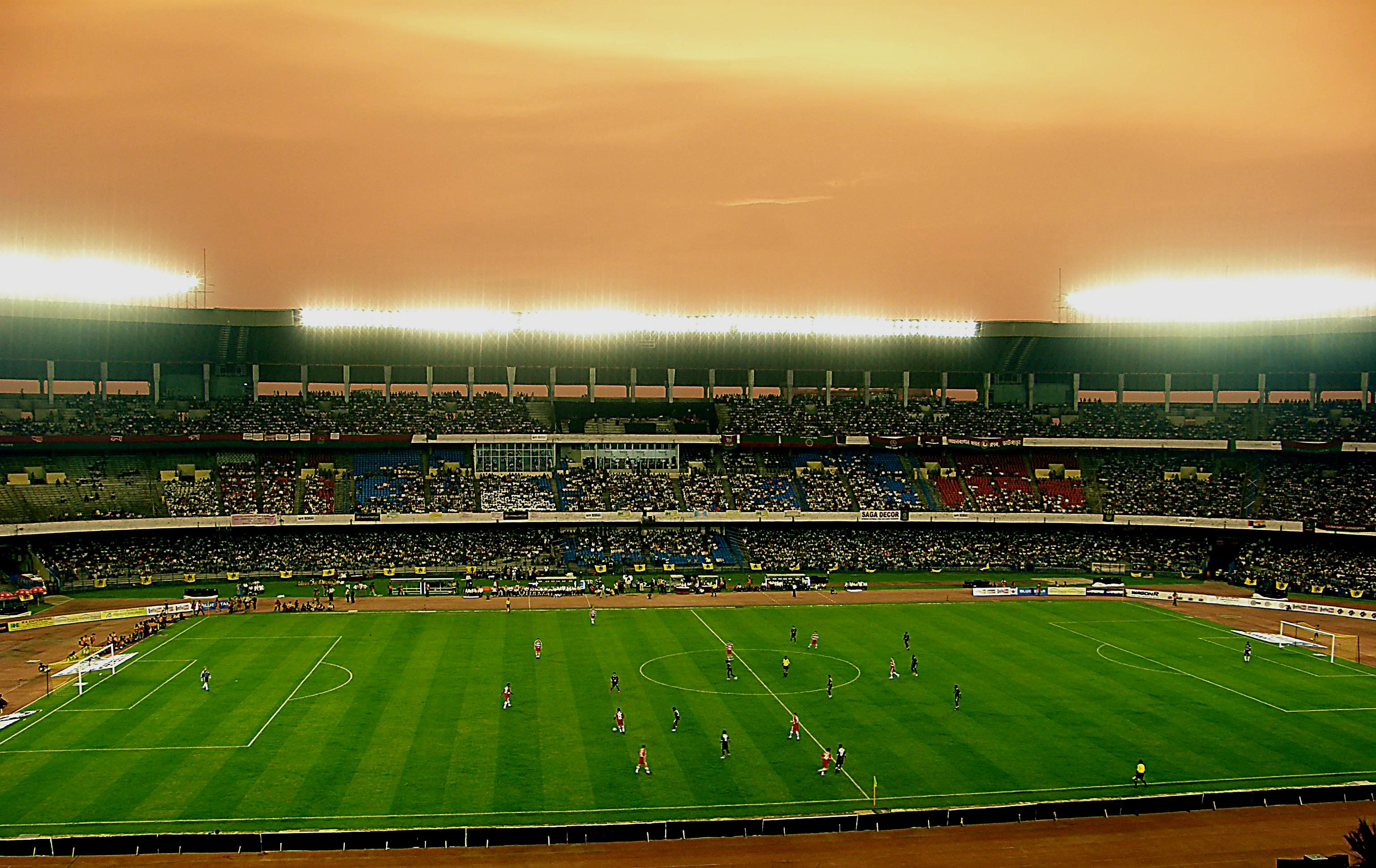
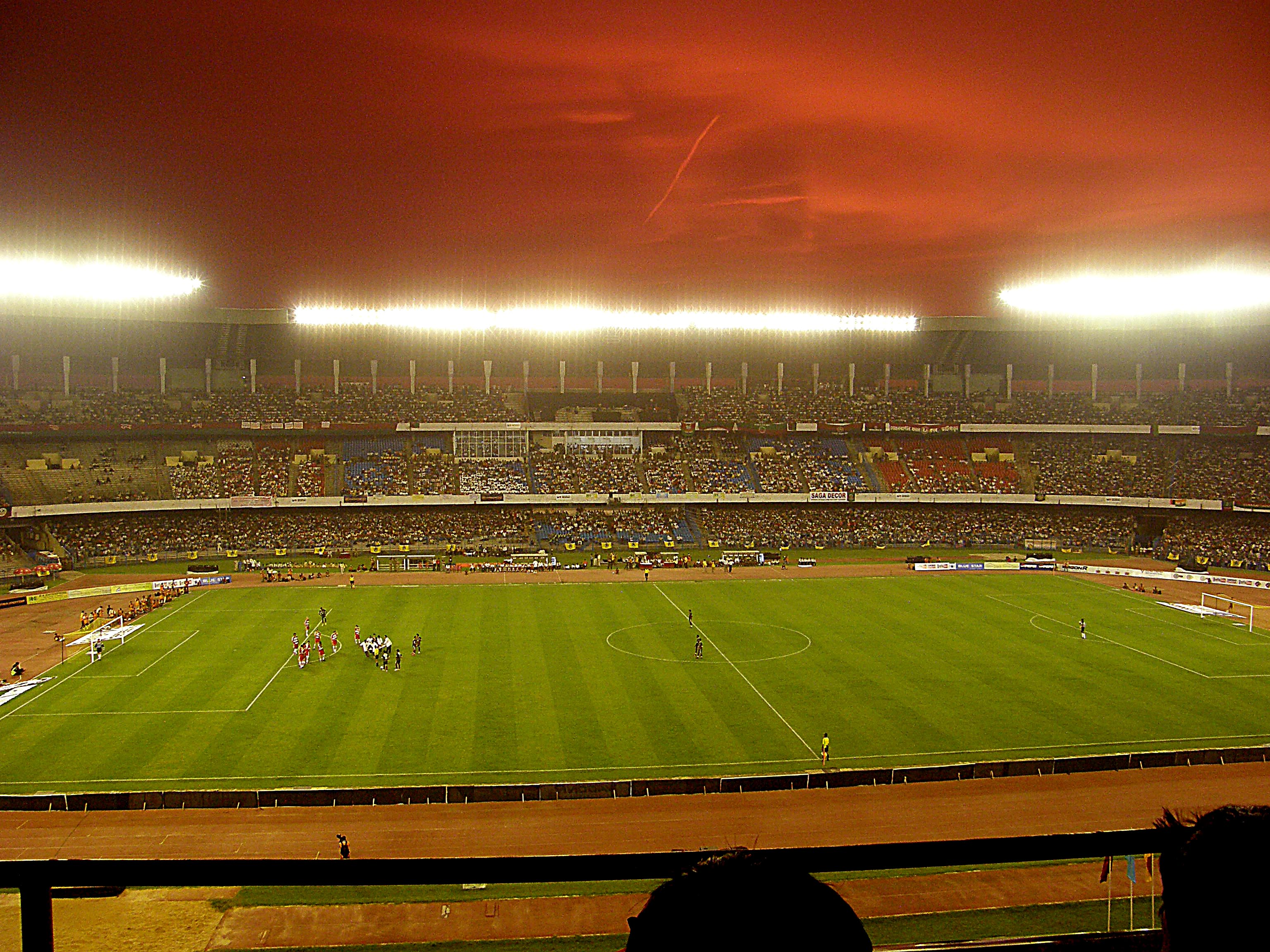
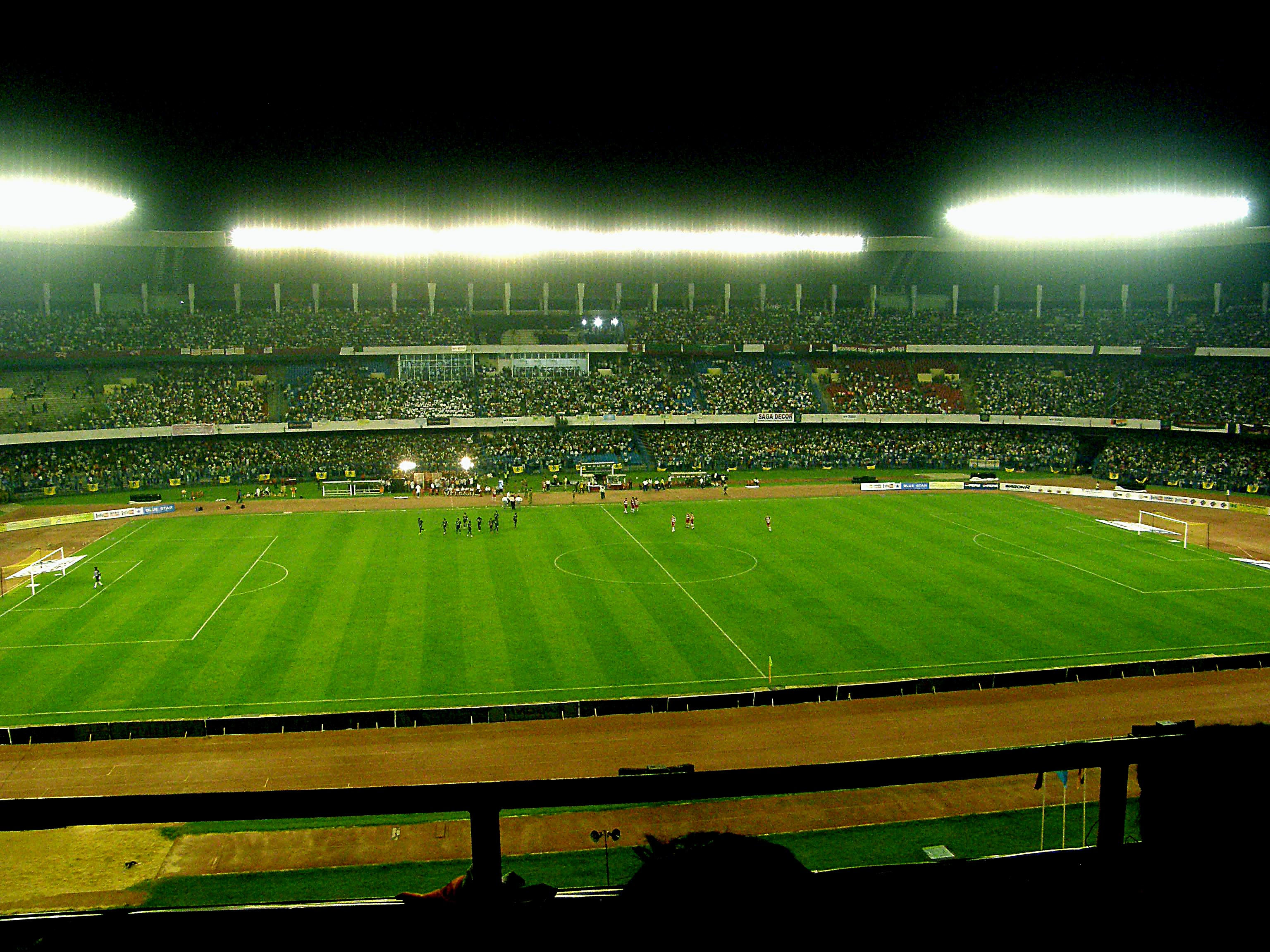